# 무지개 (1960년 영화)
"무지개"는 1960년 공개된 대한민국의 영화이다.

## 배역
- 최무룡
- 엄앵란
- 박암